# Öschenbach (Steinlach)
Der Öschenbach ist ein nordöstlicher und rechter Zufluss der Steinlach im baden-württembergischen Landkreis Tübingen.

## Geographie

### Verlauf
Der Öschenbach entspringt dem Weilerbrunnen westlich des Sonnenbühler Ortsteils Genkingen. Von dort fließt er in westlicher Richtung durch ein bewaldetes Tal nach Öschingen, einem Stadtteil von Mössingen. Etwas vor von Öschingen öffnet sich die Talaue, der Bach durchläuft nun durch eine von Streuobstwiesen und Grünland dominierte Kulturlandschaft. Er durchzieht bald den Ort Öschingen und wendet sich an dessen unterem Ende in Richtung Südwesten. Bei der Oberen Mühle mündet er auf einer Höhe von ca. 490 m ü. NHN von rechts in die Steinlach.
Der ca. 8,4 km lange Lauf des Öschenbachs endet etwa 255 Höhenmeter unterhalb seiner Quelle, er hat somit ein mittleres Sohlgefälle von etwa 31 ‰.

### Einzugsgebiet
Das Einzugsgebiet ist insgesamt 12,3 km² groß und liegt in den Naturräumen Mittlere Kuppenalb und Mittleres Albvorland. Sein mit 881 m ü. NHN höchster Punkt liegt im Südosten auf dem Bolberg. Es grenzt im Norden und Osten an das Einzugsgebiet der Wiesaz und ihrer Zuflüsse, im Südosten an das jenseits der Europäischen Hauptwasserscheide zwischen Rhein und Nordsee diesseits und Donau und Schwarzem Meer jenseits liegende Einzugsgebiet der Erpf und im Süden an das Einzugsgebiet des Seebachs, der etwas oberhalb wiederum in die Steinlach mündet.

### Zuflüsse
Liste der Zuflüsse von der Quelle zur Mündung.
Ursprung des Öschenbachs auf etwa 745 m ü. NHN westlich von Genkingen.
- (Bach aus dem Kühlen Loch), von rechts und Norden
- (Bachzufluss am Hirschhäusle), von links und Süden
- Rafnachgraben, von links und Süden
- Kastentalgraben, von links und Süden
- (Bach aus dem Breitenfeld) von links und Süden
- Falltorbach, von links und Südosten

Mündung des Öschenbachs von rechts und Nordosten auf 490 m ü. NHN bei der Oberen Mühle östlich von Mössingen in die Steinlach.

## Naturschutz
Der Öschenbach durchfließt streckenweise das FFH-Gebiet Albtrauf zwischen Mössingen und Gönningen und das Vogelschutzgebiet Mittlere Schwäbische Alb sowie das Landschaftsschutzgebiet Albrand. Die Talhänge des Tals östlich von Öschingen sind als Naturschutzgebiet Öschenbachtal geschützt.

### LUBW
Amtliche Online-Gewässerkarte mit passendem Ausschnitt und den hier benutzten Layern: Lauf und Einzugsgebiet des Öschenbachs

Allgemeiner Einstieg ohne Voreinstellungen und Layer: Daten- und Kartendienst der Landesanstalt für Umwelt Baden-Württemberg (LUBW) (Hinweise)
1. 1 2  Höhe ermittelt über WPS-Prozess (Geländehöhe).
2. ↑  Höhe nach grauer Beschriftung auf dem Hintergrundlayer Topographische Karte.
3. ↑  Länge nach dem Layer Gewässernetz (AWGN) inklusive des linken Oberlaufs Vorbach.
4. ↑  Einzugsgebiet nach dem Layer Basiseinzugsgebiet (AWGN).

### Andere Belege
1. ↑  Friedrich Huttenlocher: Geographische Landesaufnahme: Die naturräumlichen Einheiten auf Blatt 178 Sigmaringen. Bundesanstalt für Landeskunde, Bad Godesberg 1959. → Online-Karte (PDF; 4,3 MB)